# Ancylopus melanocephalus
Ancylopus melanocephalus es una especie de coleóptero de la familia Endomychidae.

## Distribución geográfica
Habita en Asia, España, Italia y África.